# Friedrich Heinrich von Podewils
Friedrich Heinrich Graf von Podewils (* 17. November 1746 in Wien; † 28. Mai 1804 in Gusow) war ein königlich preußischer Landrat.

## Leben
Friedrich Heinrich Graf von Podewils entstammte dem namhaften, in Pommern schlossgesessenen Adelsgeschlecht derer von Podewils. Seine Eltern waren der königlich preußische Gesandte Kasper Otto Christoph Graf von Podewils (1719–1781) und die Generalstochter Sophie Amalie Albertine von der Marwitz (1718–1784).
Podewils studierte an der Brandenburgischen Universität Frankfurt und schloss als Doktor der Rechte ab, war in verschiedenen Anstellungen in Kleve und Halberstadt, dort zuletzt als königlich preußischer Kriegs- und Domänenrat tätig, bevor er 1774 zum Landrat des Kreises Lebus gewählt wurde. Er war ebenfalls Deputierter der Ritterschaft im Deichverband des Oderbruchs.
Im Jahre 1778 vermählte sich Podewils mit Friederike Amalie Albertine Gräfin von Blumenthal (* 1763), der Tochter des königlich preußischen Staats-, Kriegs- und dirigierenden Ministers Joachim Christian Graf von Blumenthal (1720–1800) und der Katharina Sophie Auguste von der Groeben (1728–1766).
Um seinen im Alter erkrankten Vater zu unterstützen, gab er das Landratsamt auf und widmete sich nur noch der Bewirtschaftung von Gusow und Platkow. Hier schuf er eine anerkannte Musterwirtschaft seiner Zeit. Podewils besaß auch Schmargendorf, erwarb 1796 das Rittergut Tempelhof und 1799 die Domäne Dahlem. Im Jahr 1799 führt ihn das Berliner Adressbuch als Bewohner des Hauses Unter den Linden 5: v. Podewils auf Gusow, Graf.
Aus väterlichem Erbe hatte er auch die hinterpommerschen Güter Wusterwitz, Balenthin, Deutsch Puddiger, Dochow, Zarrentin bzw. Großendorf in seinem Besitz.
Den barocken Lustgarten in Gusow ließ er in einen englischen Landschaftspark umformen, schuf dort auch die Ruine im neugotischen Stil.
Podewils war Ehrenmitglied der Naturforschenden Gesellschaft in Berlin und der mecklenburgischen Landwirtschaftlichen Gesellschaft. Nach ihm wurde auch später die Podewilsstraße in Berlin benannt.
Da Podewils selbst kinderlos blieb, vererbte er seine kurmärkischen Güter per Testament an die Kinder seines verstorbenen Vetters mütterlicherseits, von Schönburg-Waldenburg. Seine pommerschen Besitzungen erhielt sein Vetter, der königlich preußische Hauptmann bei der Garde zu Fuß, Otto Friedrich Graf von Podewils (1745–1812), der Mannesstamm der Grafen Podewils einschließlich der Linie Crangen-Wusterwitz beschloss.

## Werk
- Wirtschafts-Erfahrungen in den Gütern Gusow und Platkow. Bände 1–4. Berlin 1801–1804.
- Bemerkungen über die Rettung der Erdäpfel etc. 1803.